# Peribolaster
Peribolaster is een geslacht van zeesterren uit de familie Korethrasteridae.

## Soorten
- Peribolaster biserialis Fisher, 1905
- Peribolaster folliculatus Sladen, 1889
- Peribolaster lictor Fell, 1958
- Peribolaster macleani Koehler, 1920